# ديكينسون ،مقاطعة فرانكلين (نيويورك)
ديكينسون، مقاطعة فرانكلين (بالإنجليزية: Dickinson, Franklin County, New York)‏ هي بلدة أمريكية تقع في الولايات المتحدة في مقاطعة فرانكلن، نيويورك. يقدر عدد سكانها بـ 823 نسمة ومساحتها 114.7 كم2 وترتفع عن سطح البحر 283 متر.